# 1996년 하계 올림픽 경기장

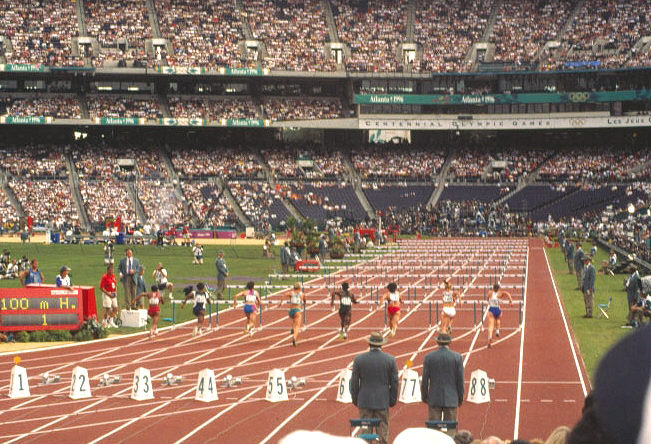
센테니얼 올림픽 스타디움에서 개최된 1996년 애틀랜타 올림픽 육상경기

다음은 1996년 하계 올림픽이 열리는 경기장의 목록이다. 경기장은 개최도시 애틀랜타의 올림픽 링, 메트로 애틀랜타 지역로 배치되어 있으며, 축구 경기는 애선스, 워싱턴 D.C., 올랜도, 버밍햄, 마이애미 등 5개 지역에서 개최된다.

## 올림픽 링
| 이름                                | 경기 종목                                                   | 수용 인원                                              |
| ----------------------------------- | ----------------------------------------------------------- | ------------------------------------------------------ |
| 센테니얼 올림픽 스타디움            | 개/폐회식, 육상 (트랙)                                      | 85,600                                                 |
| 알렉산더 메모리얼 콜리세움          | 복싱                                                        | 54,000                                                 |
| 클라크 애틀랜타 유니버시티 스타디움 | 하키                                                        | 5,000                                                  |
| 사이클 로드 코스                    | 사이클 (로드레이스)                                         | 800                                                    |
| 조지아 돔                           | 농구 (결승), 기계체조, 핸드볼 (여자 결승)                   | 34,500                                                 |
| 조지아 스테이트 유니버시티 체육관   | 배드민턴                                                    | 3,500                                                  |
| 조지아 공과대학교 수영장            | 수영, 다이빙, 근대5종 (수영), 싱크로나이즈드 스위밍, 수구   | 15,000                                                 |
| 조지아 월드 콩그레스센터            | 펜싱, 핸드볼, 유도, 근대5종 (펜싱/사격), 탁구, 역도, 레슬링 | 7,300 (핸드볼/유도/레슬링), 4,700 (탁구), 5,000 (역도) |
| 마라톤 코스                         | 마라톤                                                      | 800                                                    |
| 포브스 아레나                       | 농구                                                        | 6,500                                                  |
| 모리스 브라운 대학 헌든 스타디움    | 하키 (결승)                                                 | 15,000                                                 |
| 옴니 콜리시엄                       | 배구                                                        | 16,500                                                 |

- 센테니얼 올림픽 스타디움 : 올림픽 육상경기 개최 후 1996년 야구 경기장인 터너 필드로 개조한 뒤 미국 프로야구인 메이저리그(MLB) 애틀랜타 브레이브스의 홈구장으로 2016 시즌까지 사용되어 오다가. 미식축구 경기장으로 개조하여 사용하고 있으며, 이름도 조지아 스테이트 스타디움(Georgia State Stadium)으로 변경했다.

- 옴니 콜리시엄 : 올림픽 개최 후 1997년 철거 한 뒤 스테이트팜 아레나로 신축. 현재는 NBA 애틀랜타 호크스의 홈구장으로도 활용.

## 메트로 애틀랜타
| 이름                             | 경기 종목                               | 수용 인원                    |
| -------------------------------- | --------------------------------------- | ---------------------------- |
| 클레이턴 Co. 인터내셔널 파크     | 비치발리볼                              | 12,600                       |
| 조지아 인터내셔널 호스 파크      | 사이클 (MTB), 승마, 근대5종 (육상/승마) | 32,000                       |
| 러니어 호                        | 조정, 카누                              | 17,300                       |
| 스톤 마운틴 파크 양궁장/벨로드롬 | 양궁, 사이클 (트랙)                     | 5,200 (양궁), 6,000 (사이클) |
| 스톤 마운틴 테니스 센터          | 테니스                                  | 27,500                       |
| 울프 크릭 슈팅 콤플렉스          | 사격                                    | 7,500                        |

- 스톤 마운틴 파크 양궁장/벨로드롬 : 임시 시설로 지어져 올림픽 개최 후 철거함.

## 기타 경기장
| 이름                                | 경기 종목      | 수용 인원 |
| ----------------------------------- | -------------- | --------- |
| 캠핑 월드 스타디움 (올랜도)         | 축구           | 65,000    |
| 골든 파크 (콜롬버스)                | 소프트볼       | 8,800     |
| 리전 필드 (버밍햄)                  | 축구           | 81,700    |
| 오크 화이트워터 센터 (덕타운)       | 카누 (슬라럼)  | 14,400    |
| 마이애미 오렌지 볼 (마이애미)       | 축구           | 74,476    |
| RFK 메모리얼 스타디움 (워싱턴 D.C.) | 축구           | 56,500    |
| 샌퍼드 스타디움 (애선스)            | 축구           | 86,100    |
| 스테이지맨 콜리세움 (애선스)        | 리듬체조, 배구 | 10,000    |
| 와쏘 사운드 (서배너)                | 요트           | 1,000     |

- 마이애미 오렌지 볼 : 대학 풋볼의 볼 게임인 '오렌지 볼'이 이곳에서 열렸다. 2008년에 철거한 뒤 현재는 미국 프로야구 메이저리그(MLB) 마이애미 말린스팀의 홈구장인 말린스 파크가 위치해 있다.